# Солёный Лиман
Солёный Лиман (укр. Солоний Лиман) — озеро в Новомосковском районе Днепропетровской области Украины между селами Знаменовка и Новотроицкое. Расположено на окраине Самарского леса — большого массива хвойных и смешанных лесов. По форме озеро приближено к окружности с диаметром около 1,8 км. Площадь озера — около 3,5 км², длина береговой линии — около 11,5 км. В центре озера расположен вытянутый остров, по берегам расположены несколько небольших заливов. Являлось самым большим озером Екатеринославской губернии.
Флора озера относится к солончаковому и приморскому типу, по берегам произрастает ряд редких представителей этих типов.
Также Солёный Лиман является местом гнездования многих видов водоплавающих птиц, в том числе тут гнездятся редкие виды — шилоклювка, степная тиркушка, журавль серый, ходулочник.
На дне озера находятся залежи грязи, обладающей лечебными свойствами. Грязь относится к иловым сульфидным грязям материкового типа, обладающим высокой пластичностью и вязкостью. Грязь имеет мелкодисперсный состав, содержание крупных частиц 0,25 г и более — около 0,4 %.
Для сохранения грязи на берегу озера возведено грязехранилище, обеспечивающее сохранность лечебных свойств грязи в течение долгого времени.
Также вблизи Соленого Лимана расположены источники минеральных вод, используемые для водолечения. На основе ряда источников с 1961 года действует завод по производству минеральных вод «Новомосковский завод минводы». Завод производит воду с минерализацией 0,2-0,5 г/дм³, относящуюся к столовым минеральным водам.
В 1890-х годах Энциклопедический словарь Брокгауза и Ефрона отмечает, что несмотря на название, вода в озере пресная.

## Курорт
Целебные свойства грязи озера были известны окрестным жителям с давних пор. Они использовали её для лечения ревматизма, подагры, радикулита и других заболеваний. Освоение лечебных грязей Солёного Лимана было начато в 1928 году, когда было принято решение о строительстве грязелечебного пункта на берегу лимана.
В 1947 году правительство УССР приняло постановление № 346 от 25.03.1947, согласно которому территория хутора Ново-Троицкого признавалась курортом местного значения с названием «Соленый лиман». Постановление обязывало Минздрав УССР и Днепропетровский облисполком на протяжении 1948—1950 годов построить водогрязелечебницу с пропускной способностью до 1000 процедур в день, а также санаторий на 150 коек. Однако, из-за ограниченного финансирования, была построена лишь больница, состоящая из двух корпусов барачного типа на 100 коек.
Толчком к дальнейшему развитию лечебного курорта стала Чернобыльская авария, а также сложная экономическая ситуация в УССР, связанная с повышение стоимости медикаментов и лечение на курортах других республик. В 1988 году днепропетровский облисполком принял решение про расширение и реконструкцию больницы «Соленый лиман», строительство жилья и объектов социально-культурного назначения для медперсонала больницы и их семей.